# W!Games
W!Games (voorheen bekend als Woedend! Games) was een computerspelontwikkelaar die werd opgericht in 2005 en was gevestigd in Amsterdam. In 2010 fuseerde W!Games in Vanguard Entertainment. Vanguard Entertainment ging op haar beurt in april 2014 weer op in Force Field, waarbij het zich exclusief ging richten op virtual reality- en augmented reality-platformen. Force Field werd in 2021 vervolgens weer overgenomen door Vertigo Games.

## Ontwikkelde computerspellen
| Titel         | Uitgavedatum                                      | Platform                                   |
| ------------- | ------------------------------------------------- | ------------------------------------------ |
| My Horse & Me | 23 november 2007 (Wii) 30 november 2007 (Windows) | Wii, Microsoft Windows                     |
| Greed Corp    | 24 februari 2010                                  | Microsoft Windows, PlayStation 3, Xbox 360 |
| Gatling Gears | 11 mei 2010                                       | Microsoft Windows, PlayStation 3, Xbox 360 |